# Шуктеєво
Шукте́єво (рос. Шуктеево, башк. Шүктәй) — присілок у складі Іглінського району Башкортостану, Росія. Входить до складу Улу-Теляцької сільської ради.
Населення — 14 осіб (2010; 13 в 2002).
Національний склад:
- башкири — 100 %